# HMS Queen Elizabeth (1913)
«Квін Елізабет» (1913) (англ. HMS Queen Elizabeth (1913) — військовий корабель, головний лінійний корабель типу «Квін Елізабет» Королівського військово-морського флоту Великої Британії за часів Першої та Другої світових війн.
Лінкор «Квін Елізабет» був закладений 21 жовтня 1912 року на верфі військово-морської бази Portsmouth Dockyard у Портсмуті, 16 жовтня 1913 року спущений на воду, а 22 грудня 1914 року введений до складу Королівського військово-морського флоту Великої Британії.
«Квін Елізабет» був головним кораблем свого класу з п'яти лінійних кораблів-дредноутів, побудованих для Королівського флоту на початку 1910-х років, і часто використовувався як флагман. Він брав участь у Першій світовій війні у складі Великого флоту та в безрезультатній сутичці з німецьким флотом 19 серпня 1916 року. Загалом його служба під час війни складалася зі звичайного патрулювання та навчання в Північному морі. Він та інші лінкори-супер-дредноути були першими у своєму типі, які використовували нафту замість вугілля. Пізніше «Квін Елізабет» продовжував службу на кількох театрах Другої світової війни, і врешті-решт був розібраний на брухт у 1948 році.
За проявлену мужність та стійкість у боях бойовий корабель заохочений чотирма бойовими відзнаками.

## Зміст

### Опис корабля

#### Загальні дані
Лінійні кораблі типу «Квін Елізабет» розроблялися, виходячи з концепції формування швидкої ескадри флоту, яка мала діяти проти основних кораблів противника. Це вимагало максимальної наступальної моці та швидкості на кілька вузлів вище, ніж будь-який інший лінкор, що існували на той час, щоб дозволити їм перемогти будь-який тип корабля. «Квін Елізабет» стали першими кораблями, озброєними 15-дюймовою артилерією головного калібру. На момент вступу в строю по праву вважалися найсильнішими лінкорами у світі, хоча їхній захист і був принесений у жертву озброєнню та швидкості.

#### Дизайн, конструкція та озброєння
Загальна довжина лінкора «Квін Елізабет» становила 195 м, ширина 27,6 м і глибина осадки 10,1 м. Нормальна водотоннажність корабля становила 33 110 т і повна — 33 794 т. Головна енергетична установка складалася з двох комплектів парових турбін Parsons, кожна з яких приводила в дію два вали, використовуючи пару від 24 котлів Babcock & Wilcox. Кожен комплект турбін складався з турбін високого тиску переднього та заднього ходу та турбін низького тиску переднього та заднього ходу. Машинне відділення поділялося на три поздовжні відсіки. Турбіни низького тиску були у середньому відсіку, а турбіни високого тиску — у зовнішніх. Вони обертали чотири трилопатевих гвинти з марганцевистої бронзи. Турбіни мали потужність 75 000 к.с. на вал (56 000 кВт) і розраховувалися розвивати максимальну швидкість 25 вузлів (46,3 км/год). Корабель мав дальність дії 5000 морських миль (9260 км) із крейсерською швидкістю 12 вузлів (22,2 км/год).
У 1920 році його екіпаж нараховував 1262 офіцери та матроси, коли він перебував у статусі флагманського корабля.

#### Корабельне озброєння
Корабельна артилерія головного калібру (ГК) лінкора «Квін Елізабет»: вісім 15-дюймових (381-мм) казнозарядних гармат BL 15 inch Mk I у чотирьох здвоєних гарматних баштах, попарно в носовій і кормовій частинах надбудови, позначених як «A», «B», «X» і «Y» спереду назад. Гармати спочатку мали боєкомплект 80 снарядів на ствол, але пізніше льохи були модифіковані, щоб дозволити утримувати до ста снарядів на гармату. Баштові установки мали вагу 782 т і поворот від -150 до +150 ° і які дозволяли кут підйому для стрільби до 20 ° і зниження до -5 °. Самі гармати мали вагу 101 т. BL 15 inch Mk I стріляли снарядами вагою 875 кг із початковою швидкістю 750 м/с на відстань 22 332 м. Їх проєктна швидкострільність становила один постріл кожні 36 секунд.
Додаткова корабельна артилерія лінкора складалася з шістнадцяти 6-дюймових (152-мм) гармат BL 6 inch Mk XII 45 калібру. Дванадцять 152-мм гармат були встановлені в казематах уздовж борту корабля на міделі; решта чотири гармати були на головній палубі на кормі вздовж башти «Y» і захищалися гарматними щитами. Початкова швидкість стрільби гармати становила 861 м/с снарядами вагою 45 кг. При максимальному куті піднесення 15 ° вони мали радіус ураження цілі 12 400 м. Боєзапас становив 130 пострілів на ствол.
Основу зенітного озброєння спочатку становили пара швидкострільних 3-дюймових (76-мм) зенітних гармат QF 3-inch 20 cwt.
Лінкор також мав чотири занурені 21-дюймові (533-мм) торпедні апарати, по два на кожному борту. «Квін Елізабет» укомплектовувалася двома системами керування вогнем, оснащеними 15-футовими (4,6 м) далекомірами. Одна була встановлена над бойовою рубкою, захищена броньованим кожухом, а друга — у сповіщувачі над триногою фок-щогли. Кожна башта також оснащувалася 15-футовим далекоміром. Основне озброєння також могло управлятися баштою «B».

#### Бронювання
Броньовий пояс по ватерлінії лінкора «Квін Елізабет» виготовлявся з цементованої броні Круппа, товщина якого становила 330 мм над життєво важливими елементами кораблів. Гарматні башти захищалися 279—330 мм броні і підтримувалися барбетами завтовшки 178—254 мм. Кораблі мали кілька броньованих палуб товщиною від 25 до 76 мм. Головна бойова башта була захищена 13-дюймовою бронею. Після битви при Ютландії на головну палубу над льохами було додано 1 дюйм високоміцної сталі, а в погреби встановлено додаткове протиспалахове обладнання.

#### Модернізації
Між 1919 і 1927 роками «Квін Елізабет» зазнав численних модифікацій, включаючи розширення верхньої частини фок-щогли. Далекоміри встановлювалися на гарматних турелях «В» і «Х», а також кутові далекоміри на передовій рубці. Ще один висококутовий далекомір був встановлений на передовій бойовій рубці. 76-мм гармати були замінені на 102-мм гармати. Встановлено радіопеленгаційне обладнання в кормовій частині командного майданчика з антеною над рульовою станцією, модифіковано верхню будову мосту і воронки об'єднані в один блок. Крім того, були розширені надбудови для розміщення зв'язківця та обладнання та видалені ярди на фок-щоглі.
Під час реконструкції 1937—1941 рр. на місці старого мосту було встановлено баштовий місток. 152-мм гармати було демонтовано і замінено на 20 (10 × 2) 4,5-дюймових (114-мм) гармат в десяти подвійних баштах і кількома меншими зенітними гарматами; додана горизонтальна броня; замінено двигуни та котли; а кут підйому гармат головної батареї було збільшено до 30 °. Палубна броня була збільшена до 5 дюймів над льохами, 2,5 дюймів над технікою, тоді як нові 4,5-дюймові гармати мали від 1 до 2 дюймів броні. Лінкор також отримав літаки зі стартовою катапультою в центрі корабля. Було встановлено нове устаткування керування вогнем, зокрема встановлено систему керування вогнем HACS Mk IV і Admiralty Fire Control Table Mk VII для управління вогнем основного озброєння по надводних цілях. Ця реконструкція була завершена в січні 1941 року, коли Велика Британія перебувала у війні вже більше року.
У 1918 році на кораблі були встановлені на дахах башт «В» і «Х» злітні платформи, з яких могли запускати винищувачі та розвідувальні літаки. Під час її переобладнання на початку 1930-х років платформи були демонтовані з башт, а висувна катапульта типу EIT була встановлена на даху башти «X» разом із краном для гідролітака. Спочатку це був Fairey IIIF, поки його у 1938 році не замінили на Fairey Swordfish.

### Бойовий шлях

#### Перша світова війна
Ще на етапі ходових випробувань у Середземному морі «Квін Елізабет» був відправлений на Дарданелли для посилення угруповання союзного флоту, що намагалося шляхом висадки морського десанту в Галліполі вивести Османську імперію з війни. Під час вторгнення в Галліполі 25 квітня «Квін Елізабет» був флагманським кораблем генерала сера Яна Гамільтона, командувача Середземноморськими експедиційними силами.

##### Морські битви Дарданельської кампанії
Після того, як 3 листопада 1914 року кораблі британського і французького флотів обстріляли зовнішні форти півострова Галліполі, було вирішено розпочати повномасштабну десантну операцію в січні 1915 року. Тому Адміралтейство віддало наказ про формування конвою з 8 кораблів, включаючи «Квін Елізабет», якому вирушити до Дарданелл. 15 лютого лінкор мав прибути у визначений район поблизу Дарданелл. Але через аварію біля Гібралтару 12 лютого, під час якої на кораблі відірвало лопаті однієї зі своїх турбін і, таким чином, дредноут не міг більше рухатися на більш ніж половинній швидкості, його прибуття було відкладено на 25 лютого.
Після прибуття 25 лютого «Квін Елізабет» разом з «Агамемнон», «Іррезістібл» та і «Голуа» розпочали нову атаку, намагаючись з близької відстані та на всьому шляху до входу знищити зовнішні форти османської оборони. Оскільки штурм 19 лютого довів, наскільки мало надії назавжди вивести батарею з ладу простою артилерійською стрільбою, атакуючим кораблям було наказано знищити кожну гармату прямим влученням. Загальний план полягав у тому, щоб чотири кораблі пливли групами по два до входу в протоку, розверталися, а потім атакували мис Геллес і Кум-Кале з допоміжного озброєнням, поки вони не досягли відстані приблизно 3000 м. На виконання цих наказів «Квін Елізабет» кинув якір у 7 милях на південний захід від маяка мису Геллес, націлився на Седдулбахір і влучним вогнем вивів з ладу дві сучасні 230-мм гармати.
Протягом першого тижня березня кілька бомбардувань внутрішніх фортів виявилися безрезультатними. 5 березня «Квін Елізабет» чотири години обстрілював форти на європейській стороні протоки з відстані 13 кілометрів, але майже безрезультатно. Наступного дня він відкрив вогонь по Чеменліку, але османи непомітно перемістили старий пре-дредноут «Хейредін Барбаросса» в протоку в Чанаккале, звідки він міг стріляти по «Квін Елізабет». Перші снаряди проігнорували, вважаючи, що вони вийшли з пересувної польової гаубиці, але для безпеки відійшли на 1 км від цієї позиції. Коли на узбережжі був виявлений спостережний пост, який корегував вогонь османського корабля, «Квін Елізабет», «Агамемнон» і «Оушн» вистрілили в нього кількома залпами, але османи швидко перемістилися на нову позицію, тож «Хайредін Барбаросса» знову вистрілив у «Квін Елізабет», і нарешті тричі влучивши в корпус британського корабля нижче ватерлінії. Однак снаряди не змогли пробити поясну броню броненосця. Щоб уникнути подальших пошкоджень, корабель відійшов із цієї позиції.
У ніч на 18 березня сталася подія, яка вирішила битву, коли османський мінний загороджувач «Нусрет» поставив новий ряд мін перед мінним полем Кефез, безпосередньо біля входу до протоки. Османи звернули увагу, що при відході після обстрілу британські кораблі завжди поверталися лівим бортом до бухти. Цей новий ряд з 20 мін, прокладений на глибині 15 м з інтервалом близько 100 метрів, проходив паралельно до берега.
Близько 11:00 перша британська лінія відкрила вогонь по противнику, за нею до артилерійської дуелі приєдналася лінія французьких капітальних кораблів. Вогонь османської артилерії був влучним і незабаром перші ураження дістали «Голуа», «Сюфрен», «Агамемнон» і «Інфлексібл». Водночас вогонь корабельної артилерії у відповідь не був настільки ефективним, артилерійські батареї турків не були уражені, але інтенсивність їхнього вогню значно спала. Однак контрадмірал Джон де Робек, який керував операцією, вважаючи, що туркам завданий значний збиток, віддав наказ просунути вперед другу британську лінію, а також «Маджестік» і «Свіфтшур».

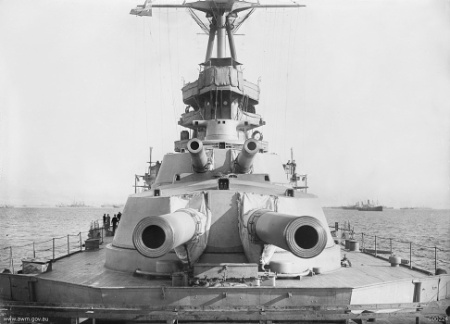
Передня спарена башта 381-мм гармат лінкора «Квін Елізабет». 1915

О 13:54 французький пре-дредноут «Буве» розпочав робити поворот лівим бортом, як робив це зазвичай, наразився на міну, пролунав потужний вибух і за пару хвилин корабель затонув. Загинуло 639 людей, лише 48 вціліли внаслідок катастрофи. Командування не відразу відреагувало, адмірал де Робек думав, що це була або плавуча міна або торпеда. Близько 16:00 «Інфлексібл» також почав розворот і налетів на ще одну міну. Наступним став «Іррезістібл», що підірвався на міні, й почав відходити з поля бою у напівпідтопленому стані. Де Робек послав «Оушн» на допомогу «Іррезістібл», наказавши взяти його на буксир. О 18:05 на міну вже налетів «Оушн». Есмінці «Джед», «Кольн» і «Челмер» разом прибули до постраждалого корабля і зняли з нього екіпаж (разом з тими, кого встиг «Оушн» врятувати з «Іррезістібл»). Тонучі кораблі все ще залишалися на плаву й повільно дрейфували, перебуваючи в полі досяжності ворожої берегової артилерії. О 22:30 комадор Роджер Кіз повернувся на місце битви, намагаючись або підчепити їх на трос, або затопити. Чотири години пошуку не дали результату — лінкори затонули.
До початку травня 1915 року «Квін Елізабет» продовжував брати участь у подальших морських операціях із великими втратами. Але після того, як у травні було потоплено кілька лінкорів, Адміралтейство вирішило припинити постійну підтримку лінкорами операції в Галліполі. 12 травня «Квін Елізабет» покинув Дарданелли і повернувся додому. Потім дредноут попрямував до Гібралтару та далі до Скапа-Флоу, де 26 травня 1916 року приєднався до 5-ї бойової ескадри. З 22 травня по 4 червня 1916 року він проходив капітальний ремонт у Росайті, тому не брав участі в Ютландській битві. У червні корабель тимчасово став флагманом 5-ї бойової ескадри. У липні корабель пройшов черговий капітальний ремонт.

#### Міжвоєнний час
15 листопада 1918 року представники Німецької імперії на борту «Квін Елізабет» підписали умови перемир'я з союзниками. 26 липня 1924 року він взяв участь у щорічному огляді флоту біля Спітгеда, а 1 листопада 1924 року прибув до Середземноморського флоту на заміну «Айрон Дюк» як флагман. У травні 1926 року в цій ролі його замінив «Воспайт» і прибув для ремонту в Портсмут. Після переобладнання та модернізації, 2 січня 1928 року корабель був знову прийнятий на службу як флагман Середземноморського флоту та у жовтні 1929 року відвідав Стамбул. З листопада 1929 року по травень 1930 року він пройшов ще один капітальний ремонт у Портсмуті. У липні того ж року разом з «Рамілісом» прибув до Александрії для підтримки місцевих військ під час повстання партії Вафт. З листопада 1932 по березень 1933 корабель проходив капітальний ремонт у Портсмуті та 16 липня 1935 під час 25-річчя ювілею престолу Георга V взяв участь в огляді флоту біля Спітгеда. «Квін Елізабет» також перебував в Александрії під час Абіссінської кризи та 19 травня 1937 року брав участь в огляді флоту, присвяченому коронації Георга VI. Наприкінці 1930-х років залучався до блокади невтручання у громадянську війну в Іспанії.

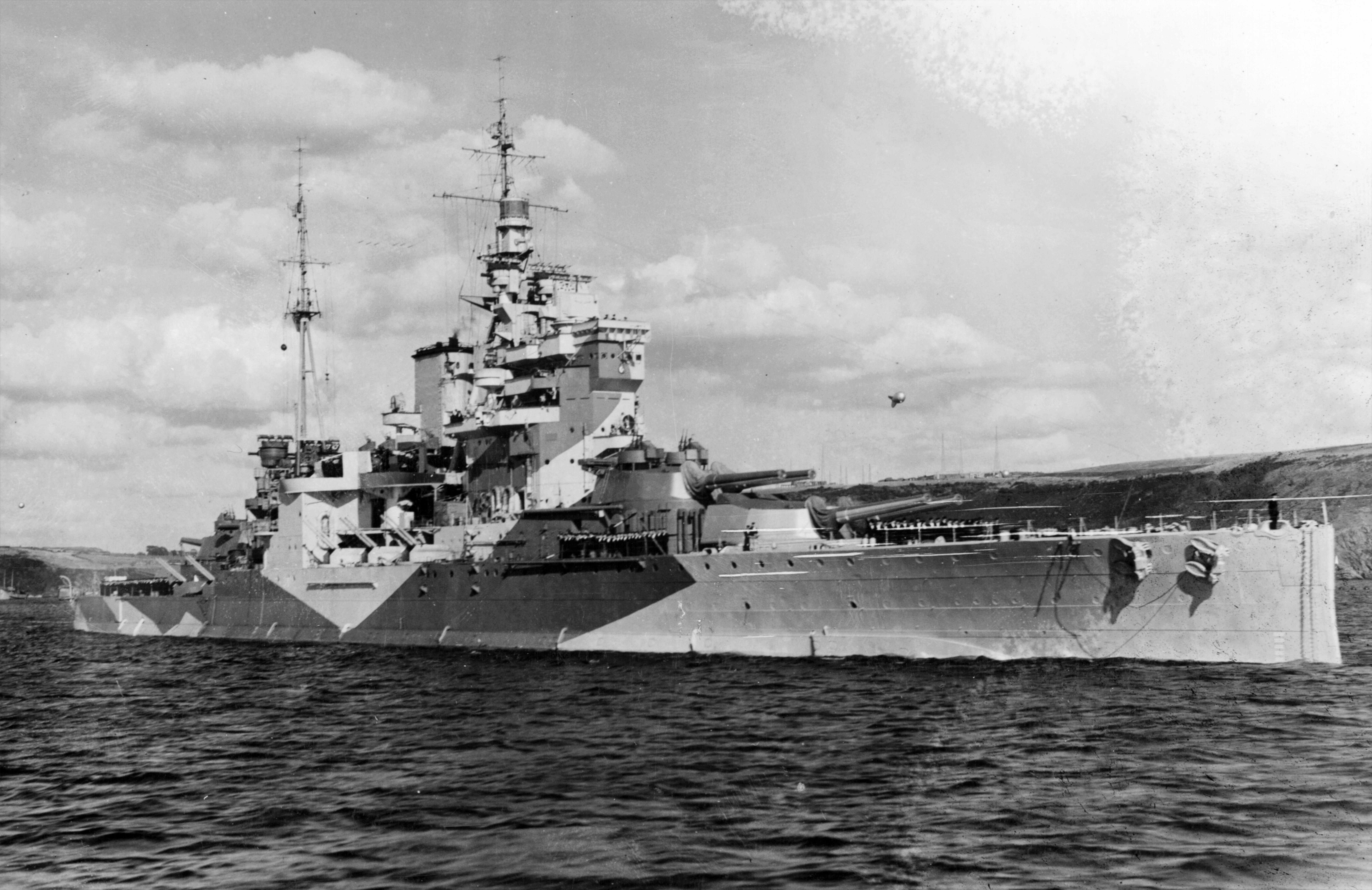
Лінкор «Квін Елізабет». Серпень 1943

#### Друга світова війна
1 серпня 1937 року корабель прибув для переобладнання в Портсмуті, але в грудні 1940 року, через побоювання повітряних нальотів Люфтваффе, його довелося перевести з Портсмута до Росайта. 31 січня 1941 року «Квін Елізабет» повернувся до строю і прибув до 2-ї бойової ескадри Домашнього флоту.
У травні 1941 року лінкор перевели на Середземноморський флот. 6 травня він вийшов з Гібралтару до Александрії та разом із З'єднанням H забезпечував прикриття конвою на Мальту. Потім «Квін Елізабет» брав участь в обороні Криту та евакуації британсько-австралійсько-новозеландського експедиційного корпусу під час німецької операції «Меркурій». 26 травня «Квін Елізабет» та «Барем» підтримали повітряний напад літаків з авіаносця «Формідабл» на німецьку базу в Карпатосі. 27 травня він став флагманом 1-ї бойової ескадри та флагманом 2-го флоту, замінивши «Барем», який був пошкоджений бомбами у бою.

Схема атаки на Александрію. 19 грудня 1941

19 грудня 1941 року «Квін Елізабет» і «Веліант» були серйозно пошкоджені магнітними мінами, встановленими італійськими бойовими плавцями 10-ї флотилії MAS капітана Юніо Валеріо Боргезе, які проникли до військової бази Александрії на борту пілотованих людино-торпед «Майале». Незважаючи на серйозні пошкодження, «Квін Елізабет» не сів на дно гавані, його палуби були вільні, а італійські екіпажі були захоплені. З цієї причини Королівський флот зберігав ілюзію повного оперативного статусу, щоб приховати свою ослаблену позицію в Середземному морі протягом періоду, доки два кораблі не були відремонтовані та спущені на воду. «Веліант» повернувся до служби через багато місяців, а «Квін Елізабет» — через понад півтора року. Після завершення тимчасового ремонту в александрійському сухому доку в червні 1942 року він проплив через Суецький канал і навколо Африки до американської військово-морської верфі в Норфолку, у штаті Вірджинія. З вересня 1942 до червня 1943 року лінкор перебував на капітальному ремонті. У липні 1943 року «Квін Елізабет» повернувся на базу Домашнього флоту.
23 грудня 1943 року «Квін Елізабет» відплив до Тринкомалі, де 28 січня 1944 року головнокомандувач Східного флоту віцеадмірал Джеймс Сомервілль прийняв командування. Під час операції «Кокпіт» разом із французькими та голландськими частинами лінкор підтримала авіаносці «Ілластрійос» та «Саратогу» в їхній атаці на Сабанг 19 квітня. З 30 квітня по 1 травня він брав участь у бомбардуванні Кар-Нікобар і Порт-Блер на Андаманських островах під час операції «D», після чого з жовтня по листопад 1944 року корабель знову перебував на капітальному ремонті в Дурбані. У січні 1945 року лінкор брав участь у наступних бомбардуваннях Сабанга під час операції «Аутфланк» і до травня залучався до відвоюванні Бірми, де підтримував висадку союзних військ на острові Рамрі 21 січня та на острові Чедуба 26 січня в рамках операції «Дракула».

#### Після війни
12 липня 1945 року «Квін Елізабет» був замінений «Нельсоном» як флагман і повернувся додому. Після прибуття до Портсмута 7 серпня 1945 року його перевели до Росайта, де 10 серпня вивели до резерву. З жовтня 1945 до березня 1946 року він служив на базі Флоту як плавуча казарма. 15 травня 1948 року виведений з експлуатації і в липні того ж року проданий на брухт з розбиранням на верфях Труна.